# Nikolaos Řecký a Dánský
Princ Nikolaos Řecký a Dánský (řecky: Νικόλαος; * 1. října 1969, Řím) je třetí dítě Konstantina II. a Anne-Marie Dánské, v letech 1964 až 1973 posledního řeckého krále a královny.

## Mládí
Nikolaos se narodil 1. října 1969 v Casa di Cura Privata Nuova Villa Claudia v Římě v Itálii. Byl prvním dítětem Konstantina II. a Anne-Marie Dánské, které se narodilo v nemocnici. Jeho rodina žila od prosince 1967 v exilu. Jeho otec byl sesazen z trůnu v roce 1973 a monarchie zrušena 8. prosince 1974.
Byl pokřtěn v řecké pravoslavné církvi. Jeho kmotry byli princezna Sofie Španělská (jeho teta z otcovy strany), princezna Irena Řecká a Dánská (další teta z otcovy strany), korunní princezna Markéta Rumunská (jeho sestřenice z otcovy strany) a korunní princ Alexander Jugoslávský (další bratranec z otcovy strany).

## Vzdělání
Stejně jako jeho bratři a sestry získal vzdělání na Hellenic College of London, založené jeho rodiči v roce 1980. Následně vystudoval mezinárodní vztahy na Brownově univerzitě v Rhode Islandu. Pracoval pro Fox Television Network v New Yorku, NatWest Markets v Londýně a od roku 1998 pracuje v soukromé kanceláři svého otce. Je členem správní rady Nadace Anny-Marie, která pomáhá obětem přírodních katastrof, jako jsou povodně a zemětřesení v Řecku.
Nikolaos má starší sestru princeznu Alexii, staršího bratra korunního prince Pavlose, mladší sestru princeznu Teodoru a mladšího bratra prince Filippa.

## Zasnoubení a manželství
Nikolaovo zasnoubení s Tatianou Ellinkou Blatnikovou, se kterou byl v dlouhodobém vztahu, bylo oznámeno 28. prosince 2009 kanceláří krále Konstantina v Londýně. Do července 2010, kdy dala výpověď, aby se mohla soustředit na svatební plány, pracovala Blatniková pro módní návrhářku Diane von Fürstenberg.
Svatba se konala 25. srpna 2010 v pravoslavném kostele svatého Mikuláše na ostrově Spetses v Řecku. Dne 19. dubna 2024 pár oznámil své rozhodnutí rozvést se.

## Tituly, oslovení a vyznamenání

### Tituly
- 1. října 1969 – současnost: Jeho královská Výsost princ Nikolaos Řecký a Dánský[1][10]

### Vyznamenání

#### Dynastické
- Řecko
  -  Velkokříž Řádu Spasitele
  -  Velkokříž Řádu svatých Jiřího a Konstantina
  -  Komtur Řádu Jiřího I.
  -  Komtur Řádu Fénixe

#### Zahraniční vyznamenání
- Dánsko: Nositel stříbrné jubilejní medaile královny Markéty II.
- Srbsko: Řád hvězdy Karadjordjevićů[11]

## Vývod z předků
|                         |                                    |  |                       |                                               |  |  |  |  |  |  |  | Jiří I. Řecký |
|                         |                                    |  |                       |                                               |  |  |  |  |  |  |  |               |
|                         | Konstantin I. Řecký                |  |                       |                                               |  |  |  |  |  |  |  |               |
|                         |                                    |  |                       |                                               |  |  |  |  |  |  |  |               |
|                         |                                    |  |                       | Olga Konstantinovna Ruská                     |  |  |  |  |  |  |  |               |
|                         |                                    |  |                       |                                               |  |  |  |  |  |  |  |               |
|                         | Pavel I. Řecký                     |  |                       |                                               |  |  |  |  |  |  |  |               |
|                         |                                    |  |                       |                                               |  |  |  |  |  |  |  |               |
|                         |                                    |  |                       | Fridrich III. Pruský                          |  |  |  |  |  |  |  |               |
|                         |                                    |  |                       |                                               |  |  |  |  |  |  |  |               |
|                         | Žofie Dorotea Pruská               |  |                       |                                               |  |  |  |  |  |  |  |               |
|                         |                                    |  |                       |                                               |  |  |  |  |  |  |  |               |
|                         |                                    |  |                       | Viktorie Sasko-Koburská                       |  |  |  |  |  |  |  |               |
|                         |                                    |  |                       |                                               |  |  |  |  |  |  |  |               |
|                         | Konstantin II. Řecký               |  |                       |                                               |  |  |  |  |  |  |  |               |
|                         |                                    |  |                       |                                               |  |  |  |  |  |  |  |               |
|                         |                                    |  |                       | Arnošt August Hannoverský                     |  |  |  |  |  |  |  |               |
|                         |                                    |  |                       |                                               |  |  |  |  |  |  |  |               |
|                         | Arnošt August Brunšvický           |  |                       |                                               |  |  |  |  |  |  |  |               |
|                         |                                    |  |                       |                                               |  |  |  |  |  |  |  |               |
|                         |                                    |  |                       | Thyra Dánská                                  |  |  |  |  |  |  |  |               |
|                         |                                    |  |                       |                                               |  |  |  |  |  |  |  |               |
|                         | Frederika Hannoverská              |  |                       |                                               |  |  |  |  |  |  |  |               |
|                         |                                    |  |                       |                                               |  |  |  |  |  |  |  |               |
|                         |                                    |  |                       | Vilém II. Pruský                              |  |  |  |  |  |  |  |               |
|                         |                                    |  |                       |                                               |  |  |  |  |  |  |  |               |
|                         | Viktorie Luisa Pruská              |  |                       |                                               |  |  |  |  |  |  |  |               |
|                         |                                    |  |                       |                                               |  |  |  |  |  |  |  |               |
|                         |                                    |  |                       | Augusta Viktorie Šlesvicko-Holštýnská         |  |  |  |  |  |  |  |               |
|                         |                                    |  |                       |                                               |  |  |  |  |  |  |  |               |
| Nikolaos Řecký a Dánský |                                    |  |                       |                                               |  |  |  |  |  |  |  |               |
|                         |                                    |  |                       |                                               |  |  |  |  |  |  |  |               |
|                         |                                    |  | Frederik VIII. Dánský |                                               |  |  |  |  |  |  |  |               |
|                         |                                    |  |                       |                                               |  |  |  |  |  |  |  |               |
|                         | Kristián X. Dánský                 |  |                       |                                               |  |  |  |  |  |  |  |               |
|                         |                                    |  |                       |                                               |  |  |  |  |  |  |  |               |
|                         |                                    |  |                       | Luisa Švédská                                 |  |  |  |  |  |  |  |               |
|                         |                                    |  |                       |                                               |  |  |  |  |  |  |  |               |
|                         | Frederik IX. Dánský                |  |                       |                                               |  |  |  |  |  |  |  |               |
|                         |                                    |  |                       |                                               |  |  |  |  |  |  |  |               |
|                         |                                    |  |                       | Bedřich František III. Meklenbursko-Zvěřínský |  |  |  |  |  |  |  |               |
|                         |                                    |  |                       |                                               |  |  |  |  |  |  |  |               |
|                         | Alexandrina Meklenbursko-Zvěřínská |  |                       |                                               |  |  |  |  |  |  |  |               |
|                         |                                    |  |                       |                                               |  |  |  |  |  |  |  |               |
|                         |                                    |  |                       | Anastázie Michajlovna Ruská                   |  |  |  |  |  |  |  |               |
|                         |                                    |  |                       |                                               |  |  |  |  |  |  |  |               |
|                         | Anne-Marie Řecká                   |  |                       |                                               |  |  |  |  |  |  |  |               |
|                         |                                    |  |                       |                                               |  |  |  |  |  |  |  |               |
|                         |                                    |  |                       | Gustav V. Švédský                             |  |  |  |  |  |  |  |               |
|                         |                                    |  |                       |                                               |  |  |  |  |  |  |  |               |
|                         | Gustav VI. Adolf Švédský           |  |                       |                                               |  |  |  |  |  |  |  |               |
|                         |                                    |  |                       |                                               |  |  |  |  |  |  |  |               |
|                         |                                    |  |                       | Viktorie Bádenská                             |  |  |  |  |  |  |  |               |
|                         |                                    |  |                       |                                               |  |  |  |  |  |  |  |               |
|                         | Ingrid Švédská                     |  |                       |                                               |  |  |  |  |  |  |  |               |
|                         |                                    |  |                       |                                               |  |  |  |  |  |  |  |               |
|                         |                                    |  |                       | Artur Sasko-Koburský                          |  |  |  |  |  |  |  |               |
|                         |                                    |  |                       |                                               |  |  |  |  |  |  |  |               |
|                         | Markéta z Connaughtu               |  |                       |                                               |  |  |  |  |  |  |  |               |
|                         |                                    |  |                       |                                               |  |  |  |  |  |  |  |               |
|                         |                                    |  |                       | Luisa Markéta Pruská                          |  |  |  |  |  |  |  |               |
|                         |                                    |  |                       |                                               |  |  |  |  |  |  |  |               |